# Willy Bokler
Willy Bokler (gelegentlich auch Willi) (* 1. September 1909 in Villmar; † 12. Februar 1974 in Mainz) war ein katholischer Geistlicher, der sich besonders der Jugendarbeit widmete. Von 1952 bis 1965 war er Bundespräses des BDKJ.

## Lebenslauf

### Studium und Widerstand gegen den Nationalsozialismus
Nach seiner Schulzeit (Franziskanergymnasium Watersleyde (NL), Abitur 1930 am Gymnasium Hadamar) studierte Bokler an der Philosophisch-Theologischen Lehranstalt Sankt Georgen (Frankfurt am Main) und empfing 1935 die Priesterweihe. Bokler engagierte sich bereits als Kaplan in der kirchlichen Jugendarbeit und geriet dadurch in Konflikt mit dem nationalsozialistischen Regime. 1939 wurde er Sekretär des bischöflichen Jugendamts im Bistum Limburg mit Sitz in Wiesbaden, 1941 Diözesan-Seelsorger der männlichen Jugend. In dieser Zeit arbeitete er eng mit Ferdinand Dirichs zusammen. Von den damaligen Machthabern wurde er als gefährlicher Gegner eingeschätzt. 
1938 hieß es seitens der örtlichen NS-Parteistellen: „... arbeitet mit außerordentlichem Aktivismus. Seine Predigten... sollen bei geöffneter Kirchentüre im ganzen Ort zu hören sein. Wenn der losdonnert, wackeln die Wände. Mit seinen Temperaments- und Wutausbrüchen verbindet er eine geschickte Ausdrucksweise. Besonders aktiv ist er in der getarnten Jugendseelsorge. Es scheint geboten, seine Predigten scharf zu überwachen. Bokler ist ein leidenschaftlicher Fanatiker, der jede sich bietende Gelegenheit zur Kampfansage gegen unsere Weltanschauung benutzt.“

### Aufbau des BDKJ nach 1945
Das Kriegsende kommentierte Bokler auf der 1. Jungmännerwallfahrt nach Marienthal im Mai 1945 mit den Worten: „Ich danke den Amerikanern, daß sie uns befreit haben.“ Den Aufbau einer „Körperschaft Katholische Jugend“ (später BDKJ) sah er als Systematiker auf drei Säulen gegründet: Glaubensschule – Lebensschulung – Aktionsgemeinschaft. Der dritte Punkt hieß für ihn konkret: Nicht Flucht aus dieser Welt, sondern Eindringen in alle Lebensbereiche; Einfluss nehmen auf die Gesellschaft in einem neuen Deutschland aus dem Glauben und gestärkt durch die Gemeinschaft. Die „Aktionen“ bezogen sich auf Bildung und Fortbildung mit Hilfen von erwachsenen Mitarbeitern in den Sachgebieten Sport, Pressearbeit, Kultur, Politik und Soziales. In der „Aktion Kultur“ fanden sich die Sektionen Kunst (Hofheimer Werkkunst), Musik, Literatur und Theater. 1949 wurde Bokler zum Domvikar am Limburger Dom berufen. 
Willy Bokler war Gründungsmitglied der Villmarer CDU. Zitat: „Wenn ich nicht Theologe geworden wäre, wäre ich Politiker geworden“. In Hessen wurde er Vorsitzender des Landesjugendausschusses und erwarb sich über die Parteigrenzen hinweg Anerkennung. So der SPD-Staatssekretär Heinz Westphal über Willy Bokler: „... die Entwicklung eines tragfähigen Konzepts politischer Jugendbildung und die zielbewußte Förderung der pädagogischen Rolle des Sports in der Jugendarbeit der Bundesrepublik sind sein ganz besonderes Werk.“
1952 folgte er dem Ruf der Deutschen Bischofskonferenz als Leiter der Hauptstelle für Jugendarbeit und als Bundespräses des BDKJ nach Altenberg (später ins Jugendhaus Düsseldorf) und wurde somit Nachfolger seines großen Meisters Ludwig Wolker. 13 Jahre prägte Willy Bokler als Bundespräses die Jugendseelsorge und Jugendarbeit in der Kirche. Seinerzeit hatte der BDKJ als größte Jugendorganisation Deutschlands mehr als 1 Mio. Mitglieder, 30 Zeitschriften mit einer Auflage von 760.000 Exemplaren, 12 Führungszeitschriften mit 55.000. In diese Zeit fällt die Gründung der Akademie für Jugendfragen, deren Vereinsvorstand er war. Zudem war er Mitglied des Beirats für Fragen der Inneren Führung der Bundeswehr.

### Breitensport
Der Sport lag Willy Bokler und war ein Schwerpunkt in seinem Lebenswerk. Schon im Gymnasium galt er als einer der besten Sportler der Schule. Als Mitglied in der Deutschen Jugendkraft (DJK) war dem Jugendseelsorger der Sport ein integraler Bestandteil der Jugendbildung, Harmonie von Leib und Seele unter der Devise des Gründers der DJK, Prälat Carl Mosterts: „Verherrlicht Gott in eurem Leibe!“ Dabei ging es Bokler um Breitensport und Leistungssport. Nach der Wiedergründung der DJK (1949) wurde er von 1953 bis 1968 deren Verbandspräses. Bis zu seinem Tode war er Präsidiumsmitglied des Deutschen Sportbundes (Vorsitzender des Ausschusses für Wissenschaft und Bildung). 1972 war er stellvertretender Vorsitzender des Direktoriums des Bundesinstituts für Sportwissenschaft.

### Theologie
Die vierte und letzte Phase seines Lebens verbrachte Prälat Bokler in Wiesbaden als Geschäftsführer der Konferenz der deutschsprachigen Pastoraltheologen. Die Aufgabe lautete „Verwirklichung des Konzils“. Seine Arbeit schlug sich u. a. nieder in der von ihm herausgegebenen „Pastoraltheologischen Information“, worin sich Namen wie die heutigen Kardinäle Karl Lehmann und Walter Kasper finden.
Bokler starb 1974 im Universitätsklinikum Mainz. Sein schriftlicher Nachlass wird im Archiv des Jugendhauses Düsseldorf aufbewahrt.